# Medellín (canción)
«Medellín» es una canción interpretada por la cantante estadounidense Madonna en colaboración con el cantante colombiano Maluma. Fue publicado el 17 de abril de 2019 como el primer sencillo del decimocuarto álbum de estudio de Madonna, Madame X. La canción lleva el nombre de Medellín, la ciudad donde nació Maluma. En términos generales, obtuvo comentarios favorables de la crítica, quienes la consideraron como la canción del verano de 2019.

## Antecedentes y lanzamiento
| Es genial trabajar con él. Es una de las personas más tranquilas, abiertas, cálidas y generosas. No abandona el estudio hasta que se termina el trabajo. Tiene una gran ética laboral. Lo adoro. Nada más que grandes cosas que decir sobre él. —Madonna sobre su trabajo con Maluma. |

En los MTV Video Music Awards de 2018, Maluma conoció a Madonna después de su presentación en el programa. En febrero de 2019, publicó una foto en su cuenta de Instagram en la que se encontraba en un estudio con Madonna. Reveló en una entrevista con Forbes que estaban trabajando juntos, y dijo: «Madonna y yo trabajamos juntos, haciendo algunas canciones hermosas. Estoy muy emocionado. Ese es un gran paso para mi cultura, para la cultura latina, es muy, muy grande». El 15 de abril, Madonna compartió la portada en sus redes sociales, y dos días después la canción fue publicada oficialmente a las 12 p. m. EST y se estrenó en Beats 1, la emisora radial de la plataforma de streaming Apple Music.

## Recepción crítica
En términos generales, «Medellín» obtuvo reseñas favorables de los críticos musicales; publicaciones como Parade, Entertainment Weekly y Forbes la nombraron la canción del verano de 2019. La escritora de NME, Charlotte Gunn, la calificó como una «joya sorprendente y autorreflexiva», y señaló que suena «fresca». Joey Nolfi de Entertainment Weekly comentó que era «un himno alegre y listo para el verano», en el que el dúo reflexiona sobre las luchas pasadas mientras sueñan con un viaje a la ciudad colombiana que da nombre a la canción. En su reseña para Variety, Jem Aswad sintió que, «si bien puede no ser la pista de baile que los fanáticos esperan, es una presentación sensual y prometedora de la última era de Madonna». Sal Cinquemani de Slant comparó los versos de «Medellín» con «La isla bonita» (1987) y opinó que, vocalmente, «Maluma hace la mayor parte del trabajo pesado en la pista bilingüe, con versos llenos de insinuaciones que hacen referencia tanto a Colombia como a Detroit, la ciudad natal de Madonna. Pero las armonías azucaradas de Madonna, particularmente durante el emocionante hook de la canción, equilibran la rutina de gigoló de Maluma con una dulzura de ensueño».

## Vídeo musical
El videoclip de «Medellín» fue dirigido por la fotógrafa española Diana Kunst y el artista catalán Mau Morgó. El 17 de abril se lanzó un avance en la cuenta de Instagram de Madonna, y el estreno mundial fue una semana después durante un especial televisivo de media hora presentado por MTV. El programa, titulado MTV Presents: Madonna Live y conducido por Sway Calloway y el DJ británico Trevor Nelson, incluyó una sesión de preguntas y respuestas con admiradores desde Londres y conexiones en Milán, São Paulo y Nueva York.

## Presentaciones en vivo
El dúo interpretó la canción en vivo por primera vez en los Billboard Music Awards, el 1 de mayo de 2019. La actuación costó cinco millones de dólares e incluyó varios hologramas de la cantante, personificada como el alter ego Madame X, como así también se crearon varias imágenes generadas por computadora con el objetivo de realzar los fondos en constante evolución, como explosiones de color, fuegos artificiales o lluvia. Sobre el final, amnos artistas bajaban del escenario principal y ejecutaban una coreografía junto con los bailarines hasta llegar a una plataforma ubicada en el centro. Andrew Unterberger de Billboard describió la presentación como «memorable» y la calificó como la segunda mejor de la noche. En su reseña, el periodista agregó: «[...] 35 años después de "Like a Virgin" en los VMA, es bueno ver que la leyenda del pop definitivamente no ha perdido su capacidad para sorprender y deleitar». Luego de la actuación, el sencillo recibió 2,2 millones de streams, lo que representó un aumento del 261 % en comparación a los dos días anteriores (29 y 30 de abril), que había recibido 596 000.

## Lista de canciones
| Descarga digital/Streaming |                                |          |  |
| N.º                        | Título                         | Duración |  |
| 1.                         | «Medellín» (versión del álbum) | 4:58     |  |

| Descarga digital/Streaming - Remezclas |                                                  |          |  |
| N.º                                    | Título                                           | Duración |  |
| 1.                                     | «Medellín» (Offer Nissim Madame X In The Sphinx) | 5:30     |  |
| 2.                                     | «Medellín» (Offer Nissim Set Me Free Remix)      | 5:10     |  |

| Descarga digital/Streaming - Remezclas (Pt. 2) |                                                                |          |  |
| N.º                                            | Título                                                         | Duración |  |
| 1.                                             | «Medellín» (Offer Nissim Madame X in the Sphinx With No Intro) | 5:12     |  |
| 2.                                             | «Medellín» (LA95 Dancefloor Legend X Remix)                    | 4:31     |  |
| 3.                                             | «Medellín» (John Christian & DJLW Remix)                       | 4:15     |  |
| 4.                                             | «Medellín» (Sak Noel Remix)                                    | 3:25     |  |
| 5.                                             | «Medellín» (LA95 Remix)                                        | 5:29     |  |

## Posicionamiento en listas
| País (Lista 2019)                           | Posición más alta |
| ------------------------------------------- | ----------------- |
| Argentina (Argentina Hot 100)               | 57                |
| Bélgica Flandes (Ultratip)                  | 8                 |
| Bélgica Valonia (Ultratip)                  | 7                 |
| Canadá (Canadian Digital Songs)             | 37                |
| China (China Airplay Top 50)                | 12                |
| Colombia (Monitor Latino)                   | 10                |
| Colombia (National Report)                  | 32                |
| Croacia (Airplay Radio Chart)               | 9                 |
| Escocia (Official Charts Company)           | 42                |
| Eslovaquia (Radio Top 100)                  | 53                |
| España (PROMUSICAE)                         | 67                |
| Estados Unidos (Dance Club Songs)           | 1                 |
| Estados Unidos (Hot Latin Songs)            | 18                |
| Estados Unidos (Latin Digital Songs)        | 1                 |
| Estados Unidos (Latin Pop Digital Songs)    | 1                 |
| Estados Unidos (Latin Rhythm Digital Songs) | 1                 |
| Estados Unidos (Pop Digital Songs)          | 21                |
| Europa (Euro Digital Songs)                 | 15                |
| Finlandia (Finland Digital Songs)           | 5                 |
| Francia (Top Singles Téléchargés)           | 11                |
| Grecia (Greece Digital Songs)               | 3                 |
| Hungría (Single (track) Top 40)             | 9                 |
| Israel (Media Forest)                       | 7                 |
| Italia (FIMI)                               | 37                |
| Italia (Italy Digital Songs)                | 3                 |
| Japón (Japan Hot 100)                       | 73                |
| Japón (Billboard Japan Hot Overseas)        | 11                |
| México (Mexico Espanol Airplay)             | 19                |
| Nueva Zelanda (Hot 40 Singles)              | 37                |
| Panamá (Monitor Latino)                     | 17                |
| Polonia (Polish Airplay Top 100)            | 32                |
| Portugal (Portugal Digital Songs)           | 4                 |
| Reino Unido (UK Singles Chart)              | 87                |
| Reino Unido (UK Singles Downloads Chart)    | 26                |
| Reino Unido (UK Singles Sales Chart)        | 27                |
| Rumania (Airplay 100)                       | 81                |
| Suecia (Sweden Digital Songs)               | 5                 |
| Suiza (Schweizer Hitparade)                 | 69                |
| Venezuela (Venezuela Top 100)               | 5                 |

## Certificaciones
| País (organismo certificador) | Certificación | Unidades certificadas |
| ----------------------------- | ------------- | --------------------- |
| Italia (FIMI)                 | Oro           | 25 000                |

## Historial de lanzamientos
| Región      | Fecha               | Formato(s)                 | Discográfica | Ref.          |
| ----------- | ------------------- | -------------------------- | ------------ | ------------- |
| Varios      | 17 de abril de 2019 | Descarga digital streaming | Interscope   | [ 3 ] [ 23 ]  |
| Italia      | 17 de abril de 2019 | Contemporary hit radio     | Universal    | [ 59 ]        |
| Reino Unido | 27 de abril de 2019 | Contemporary hit radio     | Polydor      | [ 60 ]        |
| Varios      | 9 de mayo de 2019   | (Remezclas)                | Interscope   | [ 24 ] [ 25 ] |
| Varios      | 9 de mayo de 2019   | (Remezclas Pt. 2)          | Interscope   | [ 26 ] [ 27 ] |